# Magellan Monument
Magellan Monument är ett monument i Guam (USA).   Det ligger i kommunen Umatac, i den sydvästra delen av Guam, 22 km söder om huvudstaden Hagåtña. Magellan Monument ligger 2 meter över havet.
Ferdinand Magellan landsteg nära denna plats den 6 mars 1521.

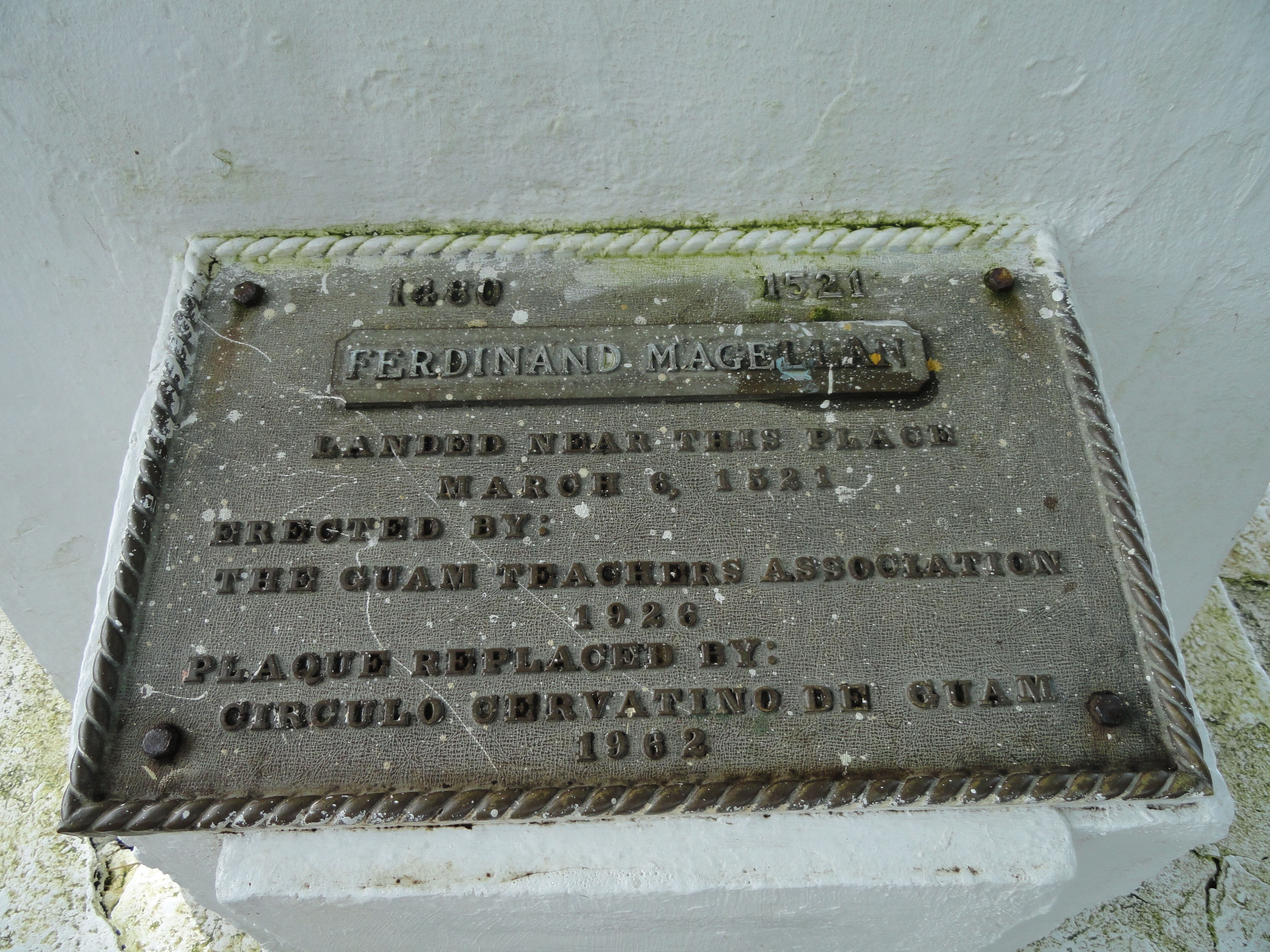
Skylt vid monumentet